# Чо Ин Чон
Чо Ин Чон (22 вересня 1971) — південнокорейська хокеїстка на траві.
Срібна призерка Олімпійських Ігор 1996 року.
Переможниця Азійських ігор 1994 року.